# Birr (waluta)

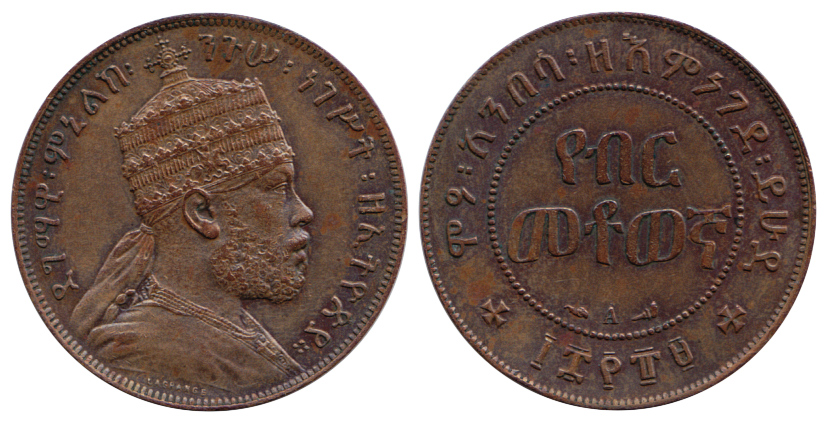
Miedziana moneta 1/100 birr cesarza Menelika II, 1897.

Birr – jednostka płatnicza w Etiopii, wprowadzona w 1894 r. przez cesarza Menelika II. Początkowo nosiła nazwę etiopskiego talara i dzieliła się na 20 gerszów lub 40 besa, natomiast od 1903 r. na 16 gerszów lub 32 besa.
Po zajęciu Etiopii przez Włochy od 1936 oficjalną jednostką płatniczą stał się włoski lir (1 birr wymieniano na 5 włoskich lirów), który obowiązywał aż do wyzwolenia kraju spod okupacji włoskiej w 1941. Przez następne trzy lata używano szylingów używanych w Brytyjskiej Afryce Wschodniej. Od 1945 w obiegu ponownie znalazł się birr (wymieniano 1 birr na 2 szylingi). Dzielił się na 100 sentimów (centów). Na banknotach znajdowała się również angielska nazwa dolar etiopski; od 1976 nazwa birr oficjalnie występuje także w angielskiej wersji językowej.
W obiegu znajdują się banknoty o wartości 10, 50 i 100 birrów, oraz monety 1-, 5-, 10-, 25- i 50-centowe (wybite w 3 seriach: 1944, 1977, 2004–2005). 
W okresie monarchii na przedniej stronie banknotu zawsze znajdował się wizerunek cesarza Haile Selassie I natomiast po rewolucji rysunki mieszkańców kraju (chłopca, mężczyznę przy pracy w polu, wojownika itp.) oraz inne sceny:
- 1 birr – rolnik z bawołami (1945), roślinność (1961), port (1966),
- 2 birr – roślinność (1945),
- 5 birr – rezydencja cesarska (1961), lotnisko w Addis Abebie (1966),
- 10 birr – port (1961), siedziba OJA (1966),
- 20 birr – Aksum (1961),
- 50 birr – budynek parlamentu (1945), most (1961), zapora (1966),
- 100 birr – rezydencja cesarska (1945), katedra (1961), Lalibela (1966),
- 500 birr – kościółek (1945), zamek w Gonder (1961).

Na stronie tylnej w czasie monarchii znalazło się godło państwowe, natomiast w okresie republiki:
- 1 birr – ptaki i rzeka (od 1976),
- 5 birr – dzikie zwierzęta (m.in. słonie; od 1976),
- 10 birr – traktorzysta na polu (od 1976),
- 50 birr – Gonder (od 1976),
- 100 birr – mężczyzna przy mikroskopie (od 1976).

Od lat 70. wygląd banknotów nie ulegał już większym przemianom – poprawiały się zabezpieczenia, zmieniała się kolorystyka.
Kod według ISO 4217 – ETB.
Na początku maja 2005 1 euro = 11,34 ETB.
Na początku sierpnia 2016 1 euro = 24,40 ETB.